# E-Prix di Città del Messico 2017
L'E-Prix di Città del Messico 2017 è stata la quarta prova della terza stagione del campionato di Formula E.

## Prima della gara

### Aspetti tecnici
Viene modificata la prima variante, giudicata troppo stretta per le monoposto.

### Aspetti sportivi
Esteban Gutiérrez subentra a Ma Qinghua alla Techeetah di cui rimane comunque terzo pilota.

## Risultati

### Qualifiche
Nella sessione di qualifiche si è avuta la seguente situazione:
| Pos.                        | No. | Pilota                 | Squadra          | Tempo    | Ritardo | Griglia |
| --------------------------- | --- | ---------------------- | ---------------- | -------- | ------- | ------- |
| 1                           | 88  | Oliver Turvey          | NextEV NIO       | 1:02.867 | —       | 1       |
| 2                           | 5   | Maro Engel             | Venturi          | 1:03.045 | +0.178  | 12      |
| 3                           | 37  | José María López       | DS Virgin Racing | 1:03.072 | +0.205  | 2       |
| 4                           | 25  | Jean-Éric Vergne       | Techeetah        | 1:03.202 | +0.335  | 3       |
| 5                           | 23  | Nick Heidfeld          | Mahindra         | 1:03.022 | +0.155  | 4       |
| 6                           | 2   | Sam Bird               | DS Virgin Racing | 1:03.099 | +0.232  | 5       |
| 7                           | 28  | António Félix da Costa | Andretti         | 1:03.363 | +0.496  | 6       |
| 8                           | 9   | Sébastien Buemi        | e.dams-Renault   | 1:03.402 | +0.535  | 7       |
| 9                           | 19  | Felix Rosenqvist       | Mahindra         | 1:03.425 | +0.548  | 8       |
| 10                          | 4   | Stéphane Sarrazin      | Venturi          | 1:03.491 | +0.624  | 17      |
| 11                          | 33  | Esteban Gutiérrez      | Techeetah        | 1:03.509 | +0.642  | 9       |
| 12                          | 47  | Adam Carroll           | Jaguar           | 1:03.553 | +0.676  | 10      |
| 13                          | 20  | Mitch Evans            | Jaguar           | 1:03.563 | +0.686  | 11      |
| 14                          | 8   | Nicolas Prost          | e.dams-Renault   | 1:03.589 | +0.722  | 13      |
| 15                          | 27  | Robin Frijns           | Andretti         | 1:03.688 | +0.821  | 14      |
| 16                          | 11  | Lucas Di Grassi        | Audi Sport ABT   | 1:03.690 | +0.823  | 15      |
| 17                          | 3   | Nelson Piquet Jr.      | NextEV NIO       | 1:04.082 | +1.285  | 16      |
| Tempo limite 110%: 1:08.938 |     |                        |                  |          |         |         |
| 18                          | 6   | Loïc Duval             | Dragon Racing    | 1:11.575 | +8.718  | 20      |
| 19                          | 66  | Daniel Abt             | Audi Sport ABT   | —        | —       | 18      |
| 20                          | 7   | Jérôme d'Ambrosio      | Dragon Racing    | —        | —       | 19      |
|                             |     |                        |                  |          |         |         |

### Gara
| Pos. | No. | Pilota                 | Team             | Giri | Tempo/Ritiro | Griglia | Punti |
| ---- | --- | ---------------------- | ---------------- | ---- | ------------ | ------- | ----- |
| 1    | 11  | Lucas Di Grassi        | Audi Sport ABT   | 45   | 56'27.535    | 15      | 25    |
| 2    | 25  | Jean-Éric Vergne       | Techeetah        | 45   | +1.966       | 3       | 18    |
| 3    | 2   | Sam Bird               | DS Virgin Racing | 45   | +7.480       | 5       | 15    |
| 4    | 20  | Mitch Evans            | Jaguar           | 45   | +9.770       | 11      | 12    |
| 5    | 8   | Nicolas Prost          | e.dams-Renault   | 45   | +9.956       | 13      | 10    |
| 6    | 37  | José María López       | DS Virgin Racing | 45   | +10.631      | 2       | 8     |
| 7    | 66  | Daniel Abt             | Audi Sport ABT   | 45   | +11.694      | 18      | 6     |
| 8    | 47  | Adam Carroll           | Jaguar           | 45   | +13.722      | 10      | 4     |
| 9    | 3   | Nelson Piquet Jr.      | NextEV NIO       | 45   | +14.156      | 16      | 2     |
| 10   | 33  | Esteban Gutiérrez      | Techeetah        | 45   | +15.717      | 9       | 1     |
| 11   | 27  | Robin Frijns           | Andretti         | 45   | +21.459      | 14      |       |
| 12   | 23  | Nick Heidfeld          | Mahindra         | 45   | +27.232      | 4       |       |
| 13   | 9   | Sébastien Buemi        | e.dams-Renault   | 45   | +1.01.365    | 7       | 1     |
| 14   | 7   | Jérôme d'Ambrosio      | Dragon Racing    | 45   | +1.09.646    | 19      |       |
| 15   | 4   | Stéphane Sarrazin      | Venturi          | 44   | +1 Giro      | 17      |       |
| 16   | 19  | Felix Rosenqvist       | Mahindra         | 43   | Incidente    | 8       |       |
| Rit  | 5   | Maro Engel             | Venturi          | 38   | Motore       | 12      |       |
| Rit  | 28  | António Félix da Costa | Andretti         | 32   | Cambio       | 6       |       |
| Rit  | 6   | Loïc Duval             | Dragon-Penske    | 25   | Batteria     | 20      |       |
| Rit  | 88  | Oliver Turvey          | NextEV NIO       | 12   | Batteria     | 1       | 3     |

## Classifiche

### Piloti
| +/– | Pos | Pilota           | Punti    |
| --- | --- | ---------------- | -------- |
|     | 1   | Sébastien Buemi  | 75       |
|     | 2   | Lucas Di Grassi  | 46 (–29) |
|     | 3   | Nicolas Prost    | 36 (–39) |
| 8   | 4   | Jean-Éric Vergne | 22 (–53) |
| 1   | 5   | Felix Rosenqvist | 20 (–55) |

### Squadre
| +/– | Pos | Squadra         | Punti    |
| --- | --- | --------------- | -------- |
|     | 1   | e.Dams-Renault  | 111      |
|     | 2   | Audi Sport ABT  | 60 (–51) |
|     | 3   | Mahindra Racing | 37 (–74) |
| 2   | 4   | NextEV NIO      | 25 (–86) |
| 3   | 5   | Techeetah       | 22 (–89) |

## Altre gare
- E-Prix di Buenos Aires 2017
- E-Prix di Monaco 2017
- E-Prix di Città del Messico 2016
- E-Prix di Città del Messico 2018